# Law & Order: UK (seizoen 6)
Dit artikel vat het zesde seizoen van Law & Order: UK samen. Dit seizoen liep van 6 januari 2012 tot en met 17 februari 2012 en bevatte zeven afleveringen.

## Hoofdrollen
- Bradley Walsh - rechercheur Ronnie Brooks
- Paul Nicholls - rechercheur Sam Casey
- Harriet Walter - hoofd recherche Natalie Chandler
- Freema Agyeman - hulpofficier van justitie Alesha Phillips
- Dominic Rowan - eerste hulpofficier van justitie Jacob Thorne
- Peter Davison - officier van justitie Henry Sharpe

## Terugkerende rollen
- Jessica Gunning - Angela
- Nicola Sanderson - Joy Ackroyd
- Paul Darrow - Prentice

## Afleveringen
| Nr. | Aflevering | Titel            | Regisseur     | Schrijver(s)         | Selectie gastrollen | Uitzenddatum     |  |
| --- | ---------- | ---------------- | ------------- | -------------------- | --- | ---------------- |  |
| 33 | 1          | Survivor’s Guilt | Andy Goddard  | Emilia di Girolamo   | Colin Salmon - Doug Greer Josette Simon - Paulette Clarkson John Boyega - Jamaal Clarkson Charles Mnene - Mark Ellis Ken Drury - Pedotti                                                        | 6 januari 2012   |  |
| Deze aflevering is gebaseerd op Suicide Box. Na het overlijden van zijn partner Matt Devlin krijgt Brooks, geëmotioneerd door het verlies, een nieuwe partner, Sam Casey. Samen gaan zij op zoek naar de dader van de moord op Devlin, zij verdenken Mark Ellis van het opdracht geven van de moord. Ellis ontkent alle betrokkenheid van de moord, maar dan leidt hun zoektocht naar de tiener Jamaal Clarkson. Zijn broer werd in 2003 vermoord door een schot door het hoofd, de politie weigerde toen onderzoek te doen en deed de zaak af als zelfmoord. Clarkson en zijn familie weigerde dit te geloven en denken dat de politie geen onderzoek wilde doen uit racisme. Tijdens de ondervraging van Clarkson bekent hij dat hij wist dat Ellis de moordenaar van zijn broer is en dat hij bij de rechtbank hem wilde doodschieten, daar aangekomen kon hij Ellis niet vinden en besloot toen om Devlin neer te schieten uit wraak tegen de politie. Phillips en Thorne moeten nu een manier vinden om Clarkson te berechten voor de moord op Devlin. |            |                  |               |                      | |                  |  |
| 34 | 2          | Immune           | James Strong  | Nicholas Hicks-Beach | Tamzin Outhwaite - Miriam Pescatore Rob Jarvis - Frank Donovan Victor Gardener - Michael Coombes Josephine Butler - Audrey Coombes Gillian McCutcheon - rechter Margaret Blake                  | 13 januari 2012  |  |
| Deze aflevering is gebaseerd op Double Down. Wanneer een gewapend overval wordt gepleegd op een restaurant gaan Brooks en Casey op onderzoek uit. Het onderzoek leidt hen naar Frank Donovan, een bekende crimineel, waarvan zij geloven dat hij een van de overvallers was. Donovan bekent dat hij dit samen met zijn voormalige celmaat uit de gevangenis Jamie Harper de overval pleegde, dit omdat zij samen een gokschuld hadden die zij snel af moesten lossen. Na de overval stopte hun vluchtauto ermee en schoten daarna een onschuldige voorbijganger neer, toen ontvoerde zij Michael Coombs die zij dwongen om hen verder te rijden. Coombs, vader van twee kinderen en zwaar astma patiënt, is nergens meer te vinden, Donovan wil de locatie van Coombs alleen prijsgeven voor volledige immuniteit. Phillips en Thorne gaan hiermee akkoord, en Donovan geeft de locatie prijs waar zij Coombs kunnen vinden. Coombs wordt gevonden en blijkt al dood te zijn, Phillips en Thorne realiseren dan dat Donovan al wist dat hij dood was. Ondanks de immuniteit willen zij toch Donovan aanklagen voor de overval en moord op twee mensen. De advocaat van Donovan gaat hiertegen in verzet bij de rechter om de immuniteit stand te laten houden. Dan wordt het vermoorde lichaam gevonden van Jamie Harper, Thorne besluit dan de immuniteit te laten staan en wil Donovan nu vervolgen voor moord op Harper. |            |                  |               |                      | |                  |  |
| 35 | 3          | Haunted          | Mat King      | Suzie Smith          | Tim McInnerny - Simon Bennet Tom Georgeson - Bernard Rawlins Pip Torrens - Philip Nevins Mel Raido - Ricky Phelps Jay Simpson - Andy Phelps Andrew Beck - Jimmy O'Docherty                      | 20 januari 2012  |  |
| Deze aflevering is gebaseerd op Ghosts. Brooks en Casey worden bij Jimmy O'Docherty, een bekende crimineel, geroepen die stervende is. Hij bekend aan de rechercheurs de moord op Amanda Bennett, een zaak van veertienjaar geleden waar Brooks opzat maar nooit heeft kunnen oplossen. In die tijd was Brooks ervan overtuigd dat de vader van Amanda schuldig was aan de moord, dit omdat haar bloed op zijn kleding en speeksel op zijn hand was gevonden. Verder onderzoek leidt hen naar Ricky Phelps, de beste vriend van O'Docherty, en zijn dan overtuigd dat hij ook bij de moord op Bennett betrokken was. Dit mede door aanwijzingen van ooggetuigen en nieuw DNA-onderzoek. Als Phelps voor de rechter gebracht wordt de zaak tegen hem aan het wankelen gebracht als de verdediging verklaart dat Brooks veertienjaar geleden een alcoholist was tijdens zijn onderzoek. De zaak wordt nog zwakker als Brooks bekend dat zijn collega toen zwaar verslaafd was aan pijnstillers. Nu moet Brooks alles op alles zetten om de rechtbank zien te overtuigen dat hij nu wel helder en betrouwbaar is. |            |                  |               |                      | |                  |  |
| 36 | 4          | Trial            | David O'Neill | Nicholas Hicks-Beach | Toby Stephens - Martin Middlebrook Penny Downie - Rachel Mathesson Arthur Wilson - Simon Wells Jeany Spark - Julia Anstiss George Anton - dr. Roddy Armitage                                    | 27 januari 2012  |  |
| Deze aflevering is gebaseerd op Double Blind. Een gepensioneerde conciërge wordt vermoord door een bombrief, Brooks en Casey gaan op onderzoek uit. Op het eerste gezicht denken zij dat de moord is gepleegd omdat het slachtoffer Joods was, dan leidt het onderzoek hen naar een crimineel die in de jaren 70 verantwoordelijk was voor moorden met dezelfde werkwijze. Verder onderzoek op het Thameside University, waar het slachtoffer heeft gewerkt, ontdekken zij dat hij daar ontslagen was door valse beschuldigingen van het stelen van drugs. Simon Wells, een student die daar op de postkamer werkt, blijkt recentelijk aan andere studentes gevraagd te hebben hoe hij een bom kan maken met kwik. Nadat de rechercheurs hem arresteren bekent hij meteen niet verantwoordelijk te zijn vanwege krankzinnigheid. Phillips en Thorne ontdekken dat Wells de conciërge vermoordt heeft nadat hij ontdekte dat hij drugs stal en hem hiermee chanteerde. Hij bekent ook dat hij de conciërge vermoorde met een bombrief nadat bij hem een geestelijke ziekte terugkeerde waaraan hij eerder ook aan leed. Tijdens de rechtszaak ontdekken de aanklagers dat de dokter van Wells misschien verantwoordelijk is voor de conditie van Wells, hij schreef niet de juiste medicijnen voor aan Wells om zo meer geld te krijgen van de medicijnenfabrikant. Nadat bekend is dat Wells niet leed aan krankzinnigheid maar een hersentumor heeft, besluiten de aanklagers de dokter te vervolgen voor doodslag. |            |                  |               |                      | |                  |  |
| 37 | 5          | Line Up          | M.T. Adler    | Emilia di Girolamo   | Eva Pope - Renay Everett Dorian Lough - Gino Russo Jessica Lester - Anna Russo Sara Stephens - Rita Russo Laurie Duncan - Danny Heywood                                                         | 3 februari 2012  |  |
| Deze aflevering is gebaseerd op Performance. Wanneer op internet een film opduikt waar een tienermeisje wordt verkracht en neergeschoten wordt, gaan Brooks en Casey op onderzoek uit. Zij ontdekken dat het slachtoffer, Anna Russo, naar een feest ging en toen zij daar aankwam werd zij door drie jongens verkracht. Verder onderzoek leidt hen naar Danny, waar het slachtoffer een oogje op had, en dat hij getuige was van de verkrachting en 112 belde vanuit een telefooncel in de buurt. Dankzij de getuigenis van Danny, DNA-onderzoek en de video kunnen zij de drie jongens arresteren en voor het gerecht brengen. In de rechtbank lukt het hun advocaat om de video uit te sluiten als bewijs, nu kunnen de aanklagers de zaak tegen hen niet meer hard maken. Wanneer Danny als getuige opgeroepen wordt in de rechtszaak maakt hij een zware beslissing voor hem, waardoor de daders toch berecht kunnen worden. |            |                  |               |                      | |                  |  |
| 38 | 6          | Dawn Till Dusk   | Mark Everest  | Richard Stokes       | Adrian Rawlins - Roland Hextor Helen Blatch - mrs. Hextor Patricia Potter - Yvette Dyer Jessica Turner - Amanda Granger William Chubb - Jonathan Carlton Crispin Redman - rechter Rory Richards | 10 februari 2012 |  |
| Deze aflevering is gebaseerd op Mayhem. Brooks en Casey worden bij een auto geroepen waar het vermoorde lichaam van een man is gevonden. Zij ontdekken vrij snel dat hij niet alleen was in zijn auto, zij vinden al snel een vrouw die bij hem aanwezig was. Terwijl zij op zoek zijn naar een man die daar gezien is tijdens de moord worden zij afgeleid door een ruzie tussen twee broers. Tijdens de ondervraging van de moord op de man ontdekken zij dat deze man in kwestie, Roland Hextor, ontdekken zij dat Hextor recentelijk de echtgenoot volgde van een vrouwelijke collega van de rechercheurs. Om de zaak nog lastiger te maken wil Hextor hen niet vertellen waar hij was ten tijde van de moord. Op het moment dat zij Hextor willen aanklagen voor de moord vinden zij de wapen die gebruikt is voor de moord, deze wapen kunnen zij echter niet linken aan de wapencollectie van Hextor. Nu zij verder geen bewijzen tegen Hextor hebben, mede door het verschaffen van een alibi door zijn moeder, bekijken zij uren aan camerabeelden voor verdere aanwijzingen. Op deze beelden zien zij dat het gevecht tussen de twee broers ook een moordzaak is geworden, nadat de ene broer zijn andere broer heeft doodgeslagen. Phillips en Thorne willen de broer aanklagen voor doodslag in plaats van moord, dit omdat hij niet de intentie had om hem te vermoorden. |            |                  |               |                      | |                  |  |
| 39 | 7          | Fault Lines      | James Strong  | Emilia di Girolamo   | Lydia Leonard - Lucy Kennard Patricia Potter - Yvette Dyer Benedict Wong - Eli Smart Luke Roberts - Tom Hartson Ranjit Krishnamma - rechter Gunner                                              | 17 februari 2012 |  |
| Deze aflevering is gebaseerd op Just a Girl in the World. Wanneer misdaadonderzoeker Kelly Mahon doodgestoken in haar woning wordt gevonden, gaan Brooks en Casey op onderzoek uit. Alle sporen lopen dood, totdat haar collega Lucy Kennard hen vertelt dat zij aangevallen werd door een boze taxichauffeur. Deze taxichauffeur wordt snel gevonden en blijkt een connectie te hebben met Mahon, en nadat er sporen worden gevonden op zijn schoenen denken de rechercheurs de dader gevonden te hebben. Op het moment dat alles in kannen en kruiken lijkt te zijn met de zaak raakt Casey in een seksuele relatie met Kennard, dit kan de zaak ernstige schade toebrengen. De rechercheurs onderzoeken de verdwijning van de handtas van Mahon, met daarin een waardebon van £ 100. Casey ontdekt dat de waardebon pas ingewisseld is voor een rood nachthemd, in de woning van Mahon wordt dit nachthemd niet gevonden. Nadat de relatie tussen Casey en Kennard serieuzer wordt maakt Casey een schokkende ontdekking, hij vindt een rood nachthemd in de badkamer van Kennard. Phillips en Thorne vermoeden dat Kennard de moordenaar kan zijn, en dat zij de sporen op de schoenen van de taxichauffeur heeft geplaatst om hem te beschuldigen. Als Kennard wordt aangeklaagd en voor de rechter wordt gebracht hebben Phillips en Thorne de grootte moeite met de zaak, vooral mede door de relatie tussen haar en Casey. De zaak dreigt helemaal te ontsporen als Kennard de rechter ineens beschuldigt van seksueel misbruik, volgens haar zal de rechter haar vrijspreken tegen betaling in seksuele handelingen. |            |                  |               |                      | |                  |  |